# Vilma Matulić
Vilma Matulić (Vilma Vodanović, * 1982) je chorvatská restaurátorka, muzejní pracovnice a fotografka. V roce 2005 absolvovala restaurátorství na Akademii výtvarných umění Univerzity ve Splitu (Umjetnička akademija u Splitu). Od roku 2008 je pracovnicí Muzea města Stari Grad (Muzej Staroga Grada) a od 1. února 2024 je jeho ředitelkou.

## Výstavy
- Gradovi ispod grada / Towns Under the Town, Galerie sv. Jeronýma, Stari Grad, 15. – 30. června 2022. Výstava o záchranném archeologickém výzkumu podzemí ulic Srinjo Kolo a jejího okolí (náměstí svatého Štěpána). Průzkum předcházel rekonstrukci vodovodu v této lokalitě. Během výzkumu byly (znovu)odhaleny římské mozaiky z 2. – 3. století našeho letopočtu.[2]

- Nihil Occultum: Nothing is Hidden, výstava fotografií z vily Petara Hektoroviće Tvrdalj, kde jsou fotografická zátiší kombinována s obrazy, které jsou vytvořeny na principu camery obscury díky otvorům v okenicích, Tvrdalj, září 2023.[3][4] Fotografie jsou současně použity jako ilustrace knihy Nihil Occultum: Camera Obscura and Riddles at Hektorović's Tvrdalj Castle britské lingvistky Wendy Gibbons.[5]

## Publikace
- GIBBONS, Wendy; MATULIĆ, Vilma. Nihil Occultum: Camera Obscura and Riddles at Hektorović's Tvrdalj Castle. Stari Grad: Muzej Starogo Grada, 2023. ISBN 978-953-8259-09-8. (anglicky)

Její fotografie rovněž ilustrují novodobé vydání anglického překladu klasického díla chorvatské renesance Petar Hektorovič: Fishing And Fishermen's Conversations (Ribanje i ribarsko prigovaranje, 1556)

## Galerie

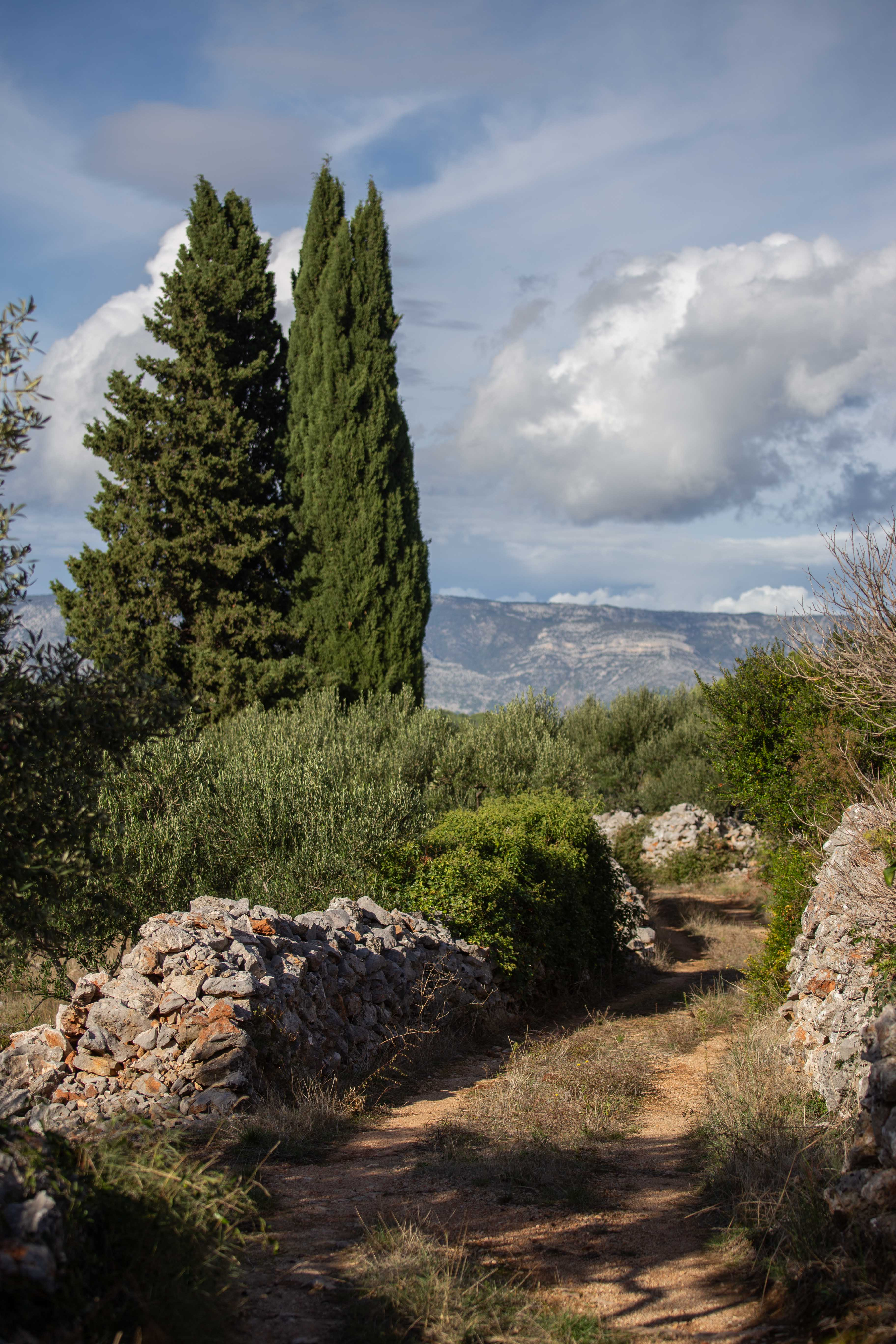
Motiv ze Starigradské pláně, památky UNESCO
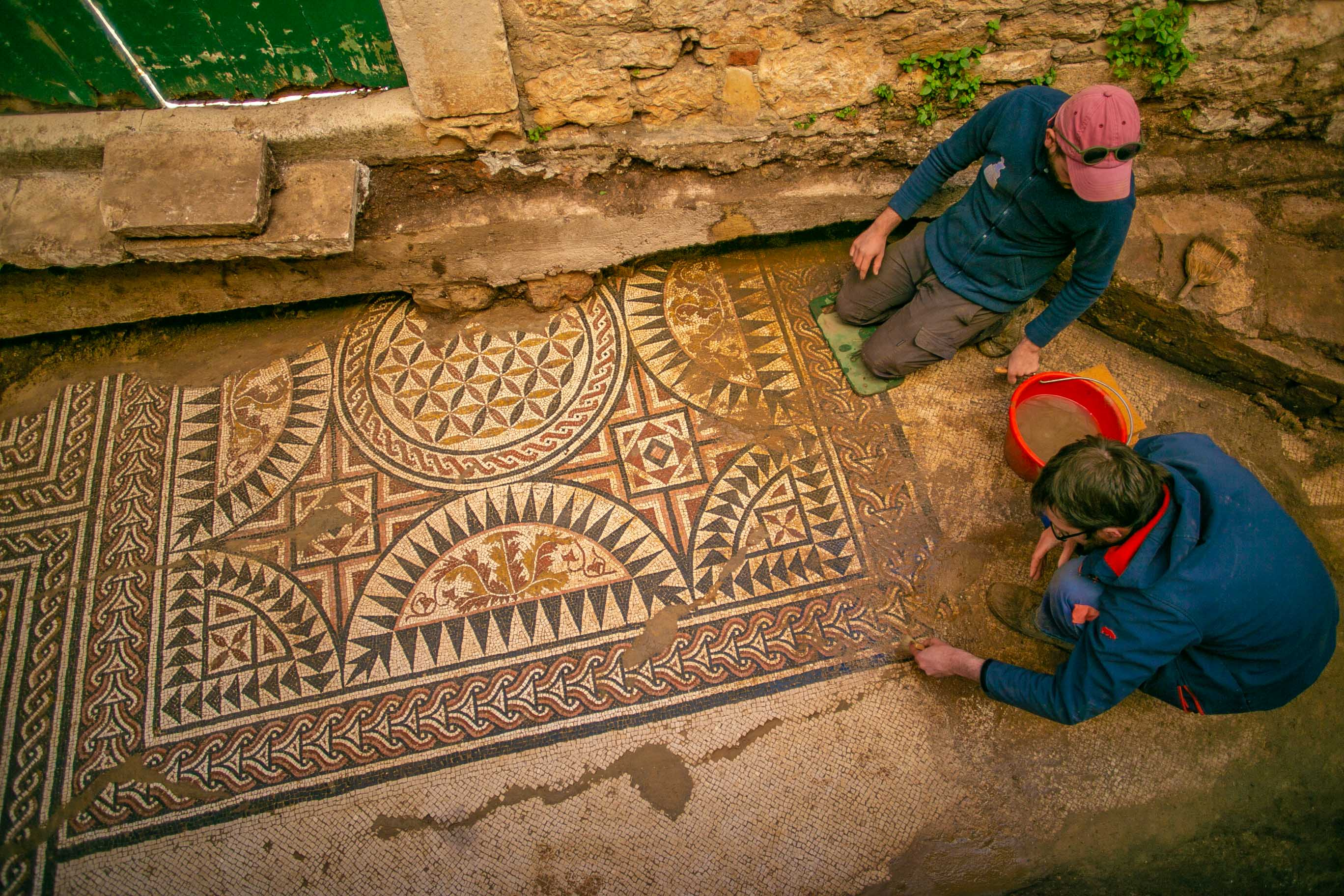
Stari Grad, ulice Srinjo kola, římské mozaiky ze 2. století; z výstavy Gradovi ispod grada / Towns Under the Town, 2022
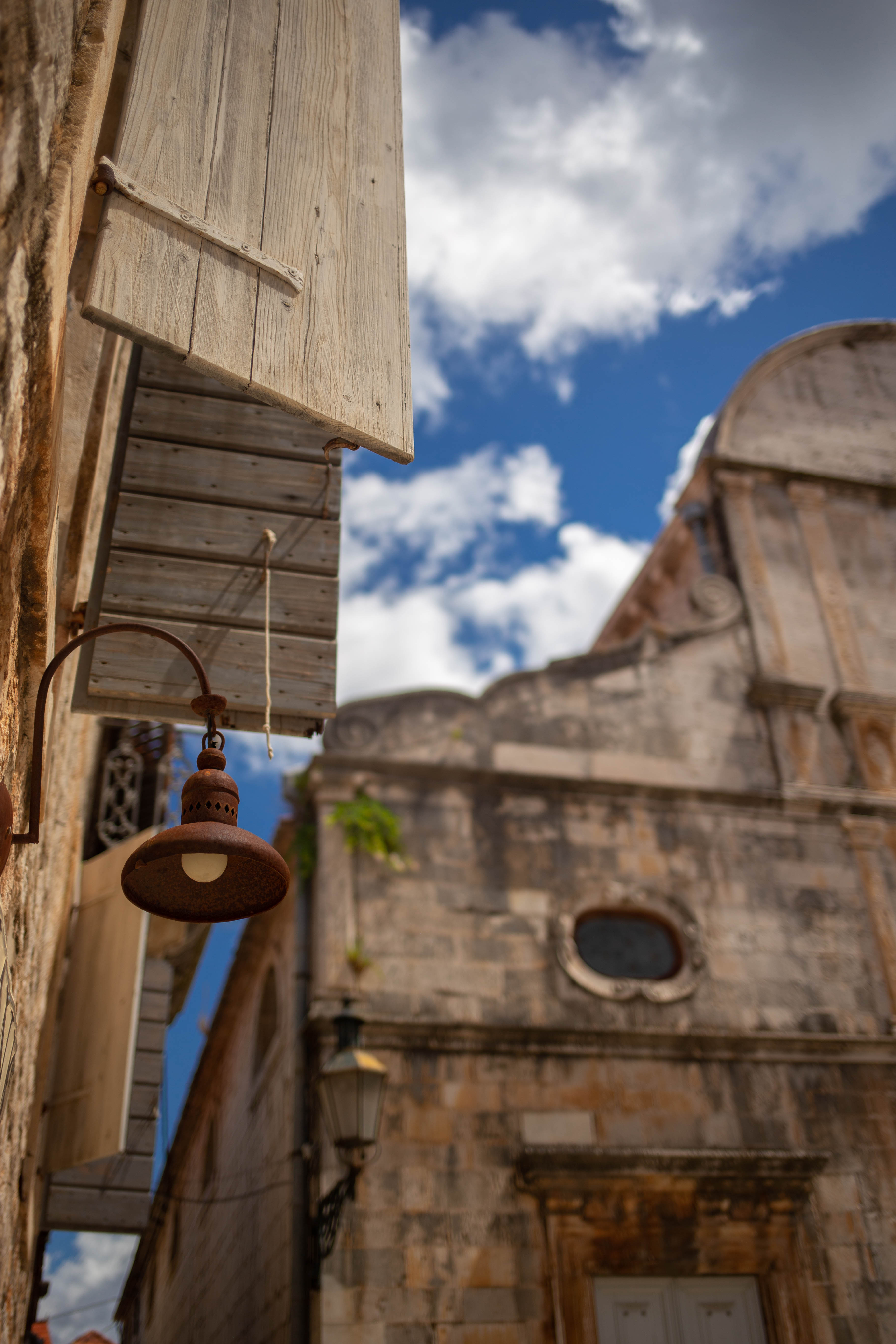
Motiv z náměstí před kostelem svatého Štěpána
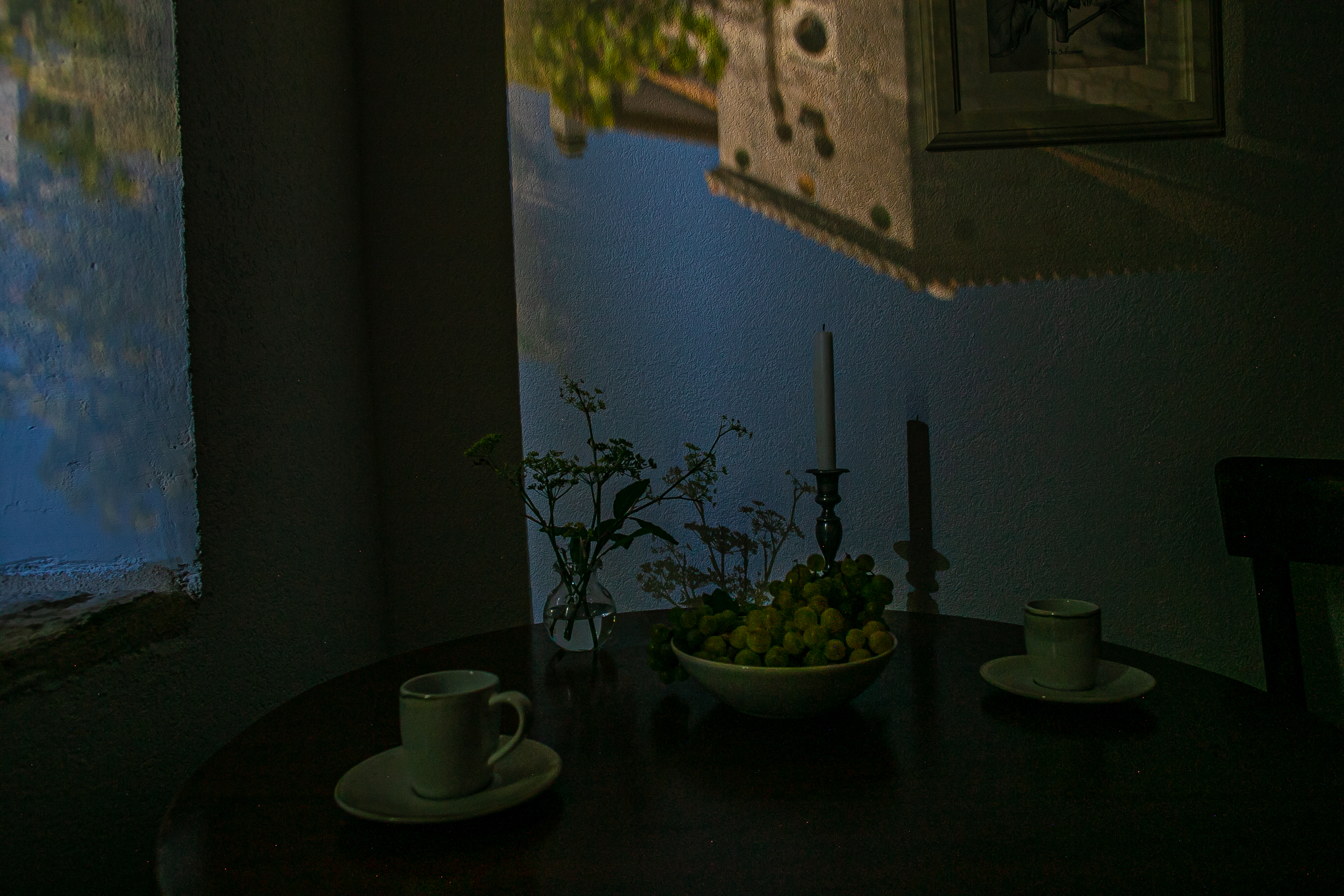
Fotofrafie z cyklu Nihil Occultum / Nothing is Hidden, 2023